# Apristurus
Apristurus – rodzaj drapieżnych ryb chrzęstnoszkieletowych z rodziny Pentanchidae.

## Rozmieszczenie geograficzne
Do rodzaju należą gatunki występujące w wodach Oceanu Atlantyckiego, Spokojnego i Indyjskiego. 

## Morfologia
Długość ciała do 410 cm.

## Systematyka
Rodzaj zdefiniował w 1913 roku amerykański ichtiolog i herpetolog Samuel Garman w artykule poświęconym rekinom i płaszczkom opublikowanym w czasopiśmie Memoirs of the Museum of Comparative Zoölogy, at Harvard College. Gatunkiem typowym jest (oryginalne oznaczenie) A. indicus.

### Etymologia
- Apristurus: gr. przyrostek negatywny α a; πριστος pristos ‘przepiłowany’, od πριστηρ pristēr, πριστηρος pristēros ‘pilarz’, od πριω priō ‘ciąć’; ουρα oura ‘ogon’[7].
- Parapristurus: gr. παρα para ‘blisko,  obok’; rodzaj Garman, 1913[2]. Gatunek typowy (oryginalne oznaczenie): Catulus spongiceps Gilbert, 1905.
- Campagnoia (Compagnoia): etymologia niejasna, autor nie wyjaśnił znaczenia nazwy rodzajowej[3]; najprawdopodobniej od (literówka) – Leonard Joseph Victor Compagno (ur. 1943), amerykański ichtiolog, specjalista w taksonomii rekinów[5]. Gatunek typowy (oryginalne oznaczenie): Parmaturus manis Springer, 1979.

### Podział systematyczny
Do rodzaju należą następujące gatunki:

- Apristurus albisoma Nakaya & Séret, 1999
- Apristurus ampliceps Sasahara, Sato & Nakaya, 2008
- Apristurus aphyodes Nakaya & Stehmann, 1998
- Apristurus australis Sato, Nakaya & Yorozu, 2008
- Apristurus breviventralis Kawauchi, Weigmann & Nakaya, 2014
- Apristurus brunneus (Gilbert, 1892) – rekinek brunatny[8]
- Apristurus bucephalus White, Last & Pogonoski, 2008
- Apristurus canutus Springer & Heemstra, 1979
- Apristurus exsanguis Sato, Nakaya & Stewart, 1999
- Apristurus fedorovi Dolganov, 1983
- Apristurus garricki Sato, Stewart & Nakaya, 2013
- Apristurus gibbosus Meng, Zhu & Li, 1985
- Apristurus herklotsi (Fowler, 1934)
- Apristurus indicus (Brauer, 1906)
- Apristurus internatus Deng, Xiong & Zhan, 1988
- Apristurus investigatoris (Misra, 1962)
- Apristurus japonicus Nakaya, 1975
- Apristurus kampae Taylor, 1972
- Apristurus laurussonii (Saemundsson, 1922)
- Apristurus longicephalus Nakaya, 1975
- Apristurus macrorhynchus (Tanaka, 1909)
- Apristurus macrostomus Zhu, Meng & Li, 1985
- Apristurus manis (Springer, 1979)
- Apristurus manocheriani Cordova & Ebert, 2021
- Apristurus melanoasper Iglésias, Nakaya & Stehmann, 2004
- Apristurus microps (Gilchrist, 1922)
- Apristurus micropterygeus Meng, Chu & Li, 1986
- Apristurus nakayai Iglésias, 2013
- Apristurus nasutus de Buen, 1959
- Apristurus ovicorrugatu White, O’Neill, Devloo-Delva, Nakaya & Iglésias, 2023
- Apristurus parvipinnis Springer & Heemstra, 1979
- Apristurus pinguis Deng, Xiong & Zhan, 1983
- Apristurus platyrhynchus (Tanaka, 1909)
- Apristurus profundorum (Goode & Bean, 1896)
- Apristurus riveri Bigelow & Schroeder, 1944
- Apristurus saldanha (Barnard, 1925)
- Apristurus sibogae (Weber, 1913)
- Apristurus sinensis Chu & Hu, 1981
- Apristurus spongiceps (Gilbert, 1905)
- Apristurus stenseni (Springer, 1979)
- Apristurus yangi White, Mana & Naylor 2017